# Armando Arteaga Santoyo
Armando Arteaga Santoyo (Monterrey, Nuevo León, 26 de octubre de 1906-Ciudad de México, 28 de agosto de 1982) fue un abogado, político e historiador mexicano, miembro del Partido Revolucionario Institucional (PRI). Entre varios cargos políticos, fue dos veces diputado federal y una senador por su estado.

## Biografía
Realizó sus estudios hasta el nivel de preparatoria en el Colegio Civil de Monterrey, inició la carrera de derecho en la Universidad de Nuevo León pero luego se trasladó a concluirlos en la Escuela Nacional de Jurisprudencia de la Universidad Nacional Autónoma de México (UNAM) donde egresó como abogado en 1931. También realizó cursos de verano en la Universidad de Texas en Austin. Como historiador, es autor de una reconocida biografía de Fray Servando Teresa de Mier.
Entre 1935 y 1941 se desempeñó como agente del ministerio público en la Ciudad de México en la Procuraduría General de la República (PGR). En 1941 retornó a Nuevo León para ser de ese año al de 1943, oficial mayor del estado por nombramiento del gobernador Bonifacio Salinas Leal; en 1943 el nuevo gobernador Arturo B. de la Garza, lo designó como secretario general de Gobierno, y en 1944 como su secretario particular, permaneciendo en ese puesto hasta 1945.
En 1946 fue postulado candidato del PRI y elegido diputado federal por primera ocasión, por el Distrito 2 de Nuevo León a la XL Legislatura que concluyó en 1949. En ella fue integrante de la Gran Comisión y del comité de Administración. Desde 1946 hasta 1952 fue director general del Instituto de Estudios Políticos, Económicos y Sociales (IEPES) del comité nacional del PRI, siendo dirigente de éste Rodolfo Sánchez Taboada.
En 1958 fue administrador de la Compañía Exportadora e Importadora Mexicana, S. A. (CEIMSA). En 1961 fue elegido por segunda ocasión diputado federal, en esta ocasión por el Distrito 4 de Nuevo León a la XLV Legislatura de 1961 a 1964. En esta legislatura fue integrante de la Gran Comisión; y de las comisiones de Comercio Exterior; y, de Estudios Legislativos; así como vicepresidente de la Cámara en septiembre de 1963.
En 1964 fue elegido Senador por el estado de Nuevo León en primera fórmula para el periodo de 1964 a 1970 correspondiente a las Legislaturas XLVI y XLVII. En 1965 fue secretario de Acción Política del comité nacional del PRI presidido por Lauro Ortega Martínez. Al terminar su periodo en el Senado, entre 1970 y 1973 se dedicó al ejercicio de su profesión como abogado en la Ciudad de México, a partir de 1972 fue integrante del comité de asesores del IEPES y de 1976 a 1979 fue oficial mayor de la Cámara de Diputados durante de la L Legislatura. Falleció en la Ciudad de México el 28 de agosto de 1982.